# Narodowy Bohater Gruzji
Narodowy Bohater Gruzji (gruz. ეროვნული გმირის ორდენი) – odznaczenie cywilne (tytuł i order) nadawane przez prezydenta Gruzji za bohaterstwo i wybitne osiągnięcia na polu obrony oraz wolności Gruzji.
Order Narodowego Bohatera Gruzji jest najwyższym gruzińskim odznaczeniem państwowym. Został ustanowiony 24 czerwca 2004 przez prezydenta Micheila Saakaszwiliego.

## Odznaczeni
Wśród odznaczonych są m.in.:
- 2004: Żiuli Szartawa (pośmiertnie),
- 2004: Zaza Damenia (pośmiertnie),
- 11 stycznia 2010: John McCain[2][3],
- 10 kwietnia 2010: Prezydent RP Lech Kaczyński (pośmiertnie)[4].